# NGC 4442
NGC 4442 (również PGC 40950 lub UGC 7583) – galaktyka soczewkowata (SB0), znajdująca się w gwiazdozbiorze Panny. Została odkryta 15 kwietnia 1784 roku przez Williama Herschela. Należy do Gromady w Pannie.